# پیتر نیکولاس
 پیتر نیکولاس  (به انگلیسی: Peter Nicholas) (زاده ۱۰ نوامبر ۱۹۵۹ - نیوپورت) بازیکن فوتبال سابق اهل کشور ولز است.
وی در باشگاه‌های آرسنال و چلسی سابقه عضویت دارد. همچنین وی ۷۳ بازی و ۲ گل ملی در کارنامه دارد.